# 敦賀ラジオ中継局
敦賀ラジオ中継局（つるがラジオちゅうけいきょく）は、福井県敦賀市に置かれているAMラジオ放送の中継局である。

## 概要
- 当ラジオ中継局は、敦賀市内に置かれ、嶺南地方東部の広範囲へ電波を発射している。
- なお、正式な中継局名は、NHKで｢敦賀ラジオ中継放送所｣、FBCで｢敦賀中波ラジオ中継局｣であるが、本項では便宜上、一括して敦賀ラジオ中継局として記す。

## 置局住所
- NHK - 敦賀市みどりヶ丘町81番地の敦賀国際ゴルフ倶楽部クラブハウス北方
- FBC - 敦賀市古田刈23番地のパナソニックエレクトロニックデバイス若狭工場西側

## 送信施設概要
| 放送局名     | コール サイン | 周波数  | 空中線電力 | 放送対象 地域 | 放送区域 内世帯数 |
| NHK 福井第1  | なし          | 1026kHz | 100W       | 福井県        | 約-世帯           |
| NHK 福井第2  | なし          | 1512kHz | 100W       | 全国          | 約-世帯           |
| FBC 福井放送 | なし          | 1557kHz | 100W       | 福井県        | 約-世帯           |

- FBCはAM局としては数少ない自立式鉄塔である[1]。